# カリオストロ

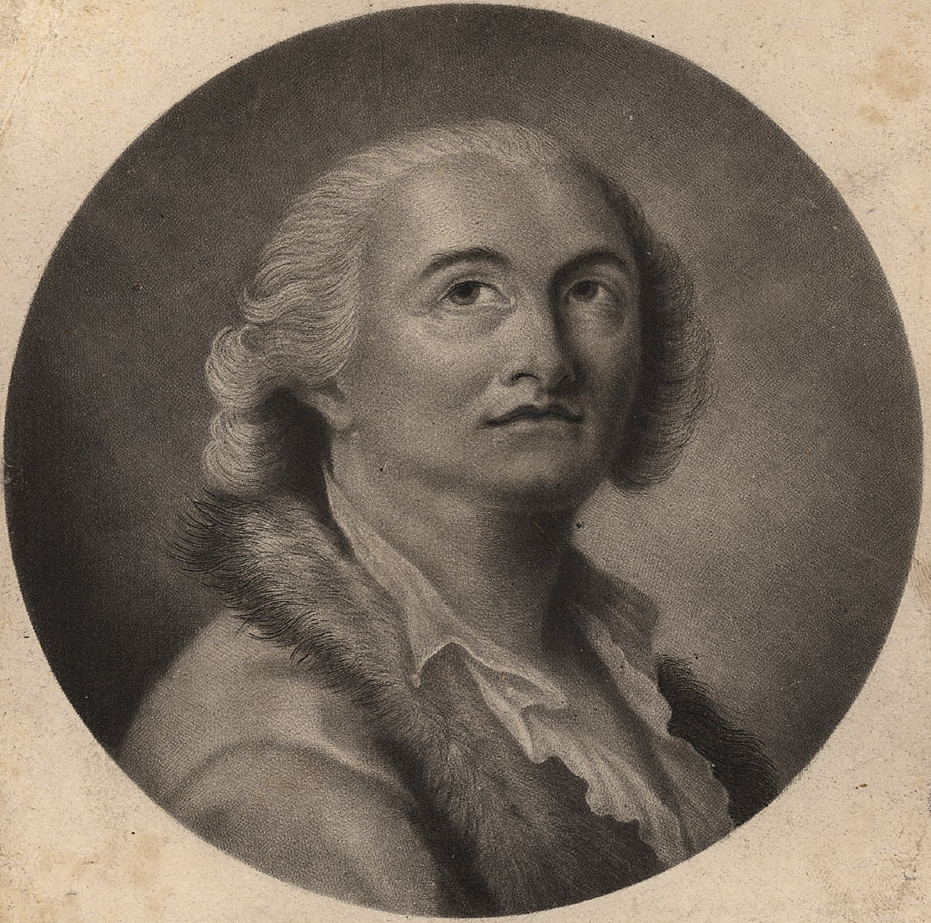
カリオストロ伯爵

アレッサンドロ・ディ・カリオストロ（Alessandro di Cagliostro、1743年6月2日 - 1795年8月26日）は、稀代の詐欺師として名が広まったフリーメイソン、オカルティスト。生年月日については諸説ある。本名はジュゼッペ・バールサモ (Giuseppe Balsamo)。

## 人物
カリオストロは医師、錬金術師、山師、など多くの肩書きを持っており、上流階級のなかに紛れ込み、低い身分から機会を見てのし上がろうとした姿勢から、アヴァンチュリエ（山師）と呼ばれた。
稀代の詐欺師として特徴づけられているカリオストロだが、壮年時期には愉快犯の色合いが強く、富裕層からまき上げたカネを貧民層に分け与えていた。

## 生涯
1743年、シチリア島パレルモ生まれといわれる。少年時代に修道院を追放されたあと、ギリシャ人錬金術師アルトタス (Althotas) の弟子となる。カリオストロ本人による回想録によるもので、アルトタスなる人物が実在したか否かは不明である。
彼はヨーロッパ中を旅し、多くの偽名を使って各国の社交界に潜り込み、胡散臭い商売を繰り返したという。その後、1777年、フランマソヌリ（英語ではフリーメイソンリー）に参入し、フランマソン（フリーメイソン）になった。後にフランマソンのエジプト起源説を唱え、自ら分派「エジプト・メイソンリー」を結成した。
その後、ロシア宮廷でのスキャンダルや、マリー・アントワネットを巻き込んだ有名な詐欺事件「首飾り事件」（1785年）によって名声を失った。
1789年、カリオストロは教皇庁管轄のローマでエジプト・メイソンリーのロッジ（支部）を開いたことをとがめられ、逮捕された。宗教裁判にかけられた彼は、1791年に終身刑を言い渡され、1795年に獄死した。

## エジプト・メイソンリー
1777年、カリオストロはロンドンにてメイソンリーの参入秘儀を経て、メイソンになった。その後、フランスのリヨンにわたり、分派エジプト・メイソンリーを創立した。
エジプト・メイソンリーの会合では、少年少女を霊媒に降霊術をとり行ったという。カリオストロは各地で降霊術を披露した。その現象に触発させ、ゲーテやシラーは、彼の降霊術を題材に作品を発表した。

## 関連したフィクション作品
『アンチクリストの誕生』
オーストリアの作家レオ・ペルッツ（Leo Perutz、1882年 - 1957年）による短編。
『吸血鬼カリオストロ』
ボリス・カーロフのスリラー（英語版）第34話 放映時のタイトル（原題:The Prisoner in the Mirror）。1961年、NET（現：テレビ朝日）で全67話放映（1961年 - 1962年）。
『カリオストロ伯爵夫人』・『カリオストロの復讐』
共にモーリス・ルブランによるアルセーヌ・ルパンシリーズの一篇。
映画『ルパン』
上記の『カリオストロ伯爵夫人』を含むアルセーヌ・ルパンシリーズの映画化作品。ジョゼフィーヌ・バルサモ・カリオストロ伯爵夫人（演 - クリスティン・スコット・トーマス、日本語吹き替え - 増山江威子）が登場。
『カリオストロ夫人』
横溝正史の1931年の短編小説、ルブランの小説とタイトルが似ている（こちらは「伯爵」はつかない）が、ストーリー上は元祖のカリオストロ伯爵ネタで、劇中出てくる女性が昔のことなどをよく知っているのを「カリオストロのような夫人」とつけられたあだ名。

### 『ルパン三世』関連作品
劇場版第2作『カリオストロの城』（1979年）
この作品に登場するカリオストロ伯爵とはラザール・ド・カリオストロ（声 - 石田太郎）という架空のキャラクターで、上記の『カリオストロ伯爵夫人』を名前の由来としている。同じくカリオストロの名を冠したクラリス・ド・カリオストロ（声 - 島本須美）は、同じく『カリオストロ伯爵夫人』に登場するヒロイン・クラリスを名前の由来としている。
『ルパン三世』TVシリーズ第4作（2015年）・TVスペシャル第25作『ルパン三世 イタリアン・ゲーム』（2016年）
この項で扱ったカリオストロ伯爵を描いている。TVシリーズ前半では、このカリオストロの遺産を物語の主軸に置いており、TVスペシャルはこの前半部分を元に再構成されている。
『ルパン三世 -王妃の首飾りを追え!-』
ルパン三世たちがタイムスリップしたという設定でカリオストロ伯爵（本公演：演 - 望海風斗、新人公演：演 - 月城かなと）に出会っている。

## 関連書籍
- 種村季弘『山師カリオストロの大冒険』岩波現代文庫 2003年 ISBN 978-4006020675、河出文庫 1998年 ISBN 978-4309405582、中公文庫 1985年 ISBN 978-4122012318（初出 中央公論社 1978年）
- 有澤玲『真説 フリーメイソン大百科（上巻）』 2011年 彩図社 ISBN 978-4883928149

## 注・出典
1. ↑  アヴァンチュリエ (aventurier) は冒険者（術策家）という意味のフランス語だが、イタリア語ではアッヴェントゥリエーロ (avventuriero)。色事師のカサノヴァなどだけでなく、コルシカ国王テオドーロ1世を称したケルンのノイホフや、中南米でコンキスタドーレスとして活躍した有名なピサロやコルテス、ソトらもこの同類。
2. ↑  『真説 フリーメイソン大百科（上巻）』 （Google Play ブックス 見本）
3. ↑  Memorie del conte di Cagliostro prigioniero alla Bastiglia （バスティーユの囚人カリオストロ伯爵の回想録）、 Internet Archive
4. ↑  角川文庫『山名耕作の不思議な生活』（1977年、緑304-47）、柏書房『恐るべき四月馬鹿』（2018年、ISBN 978-4-7601-4904-9）などに収録。